# Sofia Maria de Hesse-Darmstadt
Sofia Maria de Hesse-Darmstadt (em alemão, Sophie Marie von Hessen-Darmstadt; Darmstadt, 7 de maio de 1661 - Gota,  22 de agosto de 1712) foi a única duquesa-consorte de Saxe-Eisenberg.

## Casamento
Sofia Maria casou-se no dia 9 de fevereiro de 1681 com o duque Cristiano de Saxe-Eisenberg. Na altura o duque era viúvo e tinha uma filha. Tinha-se tornado duque de Saxe-Eisenberg quando o estado de Saxe-Gota foi divido entre Cristiano e os seus seis irmãos no ano antes do casamento. O casal não teve filhos e o duque morreu sem um herdeiro. Houve uma disputa entre os irmãos dele pelas terras do seu estado.

## Personalidade
Os contemporâneos diziam que a duquesa era uma dona-de-casa trabalhadora, que gostava muito de fiação e disfarçava-se de mulher comum para fornecer lã e fio aos mercadores locais.

## Genealogia
| Sofia Maria de Hesse-Darmstadt | Pai: Luís VI de Hesse-Darmstadt       | Avô paterno: Jorge II de Hesse-Darmstadt       | Bisavô paterno: Luís V de Hesse-Darmstadt       |
| Sofia Maria de Hesse-Darmstadt | Pai: Luís VI de Hesse-Darmstadt       | Avô paterno: Jorge II de Hesse-Darmstadt       | Bisavó paterna: Madalena de Brandemburgo        |
| Sofia Maria de Hesse-Darmstadt | Pai: Luís VI de Hesse-Darmstadt       | Avó paterna: Sofia Leonor da Saxónia           | Bisavô paterno: João Jorge I da Saxônia         |
| Sofia Maria de Hesse-Darmstadt | Pai: Luís VI de Hesse-Darmstadt       | Avó paterna: Sofia Leonor da Saxónia           | Bisavó paterna: Madalena Sibila da Prússia      |
| Sofia Maria de Hesse-Darmstadt | Mãe: Maria Isabel de Holstein-Gottorp | Avô materno: Frederico III de Holstein-Gottorp | Bisavô materno: João Adolfo de Holstein-Gottorp |
| Sofia Maria de Hesse-Darmstadt | Mãe: Maria Isabel de Holstein-Gottorp | Avô materno: Frederico III de Holstein-Gottorp | Bisavó materna: Augusta da Dinamarca            |
| Sofia Maria de Hesse-Darmstadt | Mãe: Maria Isabel de Holstein-Gottorp | Avó materna: Maria Isabel da Saxónia           | Bisavô materno: João Jorge I da Saxônia         |
| Sofia Maria de Hesse-Darmstadt | Mãe: Maria Isabel de Holstein-Gottorp | Avó materna: Maria Isabel da Saxónia           | Bisavó materna: Madalena Sibila da Prússia      |